# 에이스를 노려라!
《에이스를 노려라!》(エースをねらえ！  에스오 네라에![*])는 일본 만화가 야마모토 스미카가 쓴 장편 소녀 만화이다. 고등학교 테니스부에서 신임 코치에게 가능성을 찾아내어져 마지막에는 국제적 프로페셔널 테니스 선수가 되는 오카 히로미가 주인공이다. 이야기는 히로미가 일류 선수가 되는 과정에서 정신적인 약함과 불안을 극복하기 위한 고투, 더욱 선배에게 대한 사랑과 갈등을 그린다. 작품은 슈에이샤의 소녀 만화 잡지 주간 마가렛에 1973년부터 1980년까지 연재되어 순차적으로 슈에이샤에서 18권의 단행본으로 출판되었다.
이 작품은 잡지 연재 중인 1973년에 MBS에서 애니메이션화되어 1974년까지 방송되었다. 1970년대에 NTV에서 다시 애니메이션화되고 극장용 애니메이션도 제작 공개되어, 1980년대에 오리지널 비디오 애니메이션(OVA)으로 두 가지의 시리즈 작품이 제작되었다. 2004년에는 텔레비전 드라마화되어 방영되었다. 외에 비디오 게임 등 관련 상품이 있다.

## 줄거리
명문 니시(西) 고등학교 테니스부에 들어간 주인공 오카 히로미가 테니스부내 괴롭힘에서 비롯되는 갖은 고난을 극복하고 일류 테니스 선수로 성장하는 과정을 그린다.
히로미는 다니고 있는 니시 고등학교에서 테니스부에 들어간다. 류자키 레이카를 동경하였기 때문이다. 상급생 레이카는 학교에서 최고의 선수이다. 테니스 코트 위의 우아한 모습으로 '나비 부인'(오쵸 후진)으로 불린다. 테니스부 새 코치 무나카타는 히로미의 가능성을 찾아내어 위대한 테니스 선수가 될 수 있도록 히로미를 훈련한다.
히로미는 정신적 약함을 극복하기 위하여 고투한다. 그 후, 히로미는 부주장 토도 타카유키를 사랑하지만, 코치 무나카타는 히로미에게 테니스를 우선하도록 타일러, 토도에게는 자제를 촉구한다. 히로미는 자주 자기 테니스 기술에 자신이 없어진다. 그러나 코치와 친구들의 지원을 받고 불안을 극복한다. 히로미는 정신적으로 강한 인간이 된다. 히로미의 열의와 테니스에 대한 사랑과 주변 사람들의 지원으로 히로미는 국제적인 선수가 되고 윔블던 선수권 대회에 출전이 결정된다.

## 등장인물
오카 히로미(岡 ひろみ)
주인공. 레이카를 동경하여서 테니스부에 들어간다. 순진한 성격.
류자키 레이카(竜崎 麗香[발음 : 류ː자키 레ː카])
히로미의 선배. '나비 부인'으로 불린다. 테니스연맹 이사의 딸.
아이카와 마키(愛川 マキ)
히로미의 친구. 순진하고 활달한 성격.
무나카타 진(宗方 仁)
부원들이 두려워하는 과묵하고 혹독한 코치.
토도 타카유키(藤堂 貴之[발음 : 토ː도ː 타카유키])
히로미의 선배. 남자 테니스부의 스타 선수.

## 애니메이션

### 애니메이션 (1973년 ~ 1974년)

#### 제작진
- 연출 - 데자키 오사무[2]
- 각본 - 다무라 다쓰오(田村 多津夫), 마지마 미쓰루(馬嶋 満)[2]
- 작화 감독 - 카바시마 요시오(椛島 義夫), 스기노 아키오(杉野 昭夫), 키타하라 타케오(北原 健雄)[2]
- 음악 - 미사와 고(三沢 郷)[2]
- 미술 - 이시가키 쓰토무(石垣 努)[2]

#### 성우
- 고사카 마코토(高坂 真琴) - 오카 히로미 역[2]
- 이케다 마사코[16](池田 昌子) - 류자키 레이카 역[2]
- 스가야 마사코[16](菅谷 政子) - 아이카와 마키 역[2]
- 나카타 고지(中田 浩二) - 무나카타 진 역[2]
- 모리 가쓰지(森 功至) - 토도 타카유키 역[2]

### 애니메이션 (1978년 ~ 1979년)

#### 제작진
- 연출 - 오카자기 미노루(岡崎 稔), 이우치 슈지(井内 秀治), 데자키 오사무[3]
- 각본 - 후지카와 게스케(藤川 桂介), 아라키 요시히사(荒木 芳久), 스기에 게코(杉江 慧子)[3]
- 작화 감독 - 단나 다카오(端名 貴勇)[3]
- 음악 - 마카이노 고지(馬飼野 康二)[3]
- 미술 - 고바야시 시치로(小林 七郎)[3]

#### 성우
- 고사카 마코토 - 오카 히로미 역[3]
- 이케다 마사코 - 류자키 레이카 역[3]
- 스가야 마사코 - 아이카와 마키 역[3]
- 노자와 나치[11](野沢 那智) - 무나카타 진 역[3]
- 모리 가쓰지 - 토도 타카유키 역[3]